# PGC 39343
LEDA/PGC 39343 ist eine irreguläre Zwerggalaxie vom Hubble-Typ dIm im Sternbild Coma Berenices am Nordsternhimmel, die schätzungsweise 54 Millionen Lichtjahre von der Milchstraße entfernt ist. Gemeinsam mit 18 weiteren Galaxien bildet sie die NGC 4274-Gruppe (LGG 279).